# التأق التكلسي
التأق التكلسي (المعروفة أيضًا باسم اعتلال الشرايين اليوريمي الكلسي أو التدرج الرمادي)، هي متلازمة مؤلمة نادرة لتكلس الأوعية الدموية الصغيرة الموجودة داخل الأنسجة الدهنية، والطبقات العميقة من الجلد والجلطات الدموية وموت خلايا الجلد بسبب نقص في تدفق الدم. يظهر هذا المرض غالبًا عند الأشخاص المصابين بالمرحلة النهائية من أمراض الكلى، ولكن يمكن أن يحدث في المراحل المبكرة من مرض الكلى المزمن، ونادراً ما يُصاب به الأشخاص الذين لا يعانون من أمراض الكلى. يملك المصاب بالمرض العديد من الجروح المزمنة الغير قابلة للشفاء وعادة ما تكون قاتلة. يُعتبر التأق التكلسي مرض نادر ولكنه خطير، ويُعتقد أنه يؤثر على 1-4 ٪ من جميع مرضى غسيل الكلى.
التأق التكلسي هو نوع واحد من تكلس خارج الهيكل العظمي. لوحظت بعض التكلسات المماثلة خارج الهيكل العظمي لدى بعض الأشخاص الذين يعانون من مستويات عالية من الكالسيوم في الدم، بما في ذلك الأشخاص الذين يعانون من متلازمة الحليب القلوي والساركويد وفرط نشاط الدريقات وفرط إفراز الفيتامين د. يمكن أن تؤثر بعض الأدوية مثل الوارفارين على هذه المتلازمة في حالات نادرة. يتنبأ الإنذار الطبي وجود التأق التكلسي عادةً بشكل ضعيف مع متوسط عمر افتراضي أقل من عام واحد.

## العلامات والأعراض
تُظهر الأعراض الأولية لهذه الآفة تبقّع الجلد وجساوة على نمط التزرّق الشبكي. يُعثر على خشارة جلدية على شكل قرحة ذات قشرة سوداء ملتصقة عند حدوث تخثر الأنسجة واحتشاءها. عادةً ما تكون المنطقة المحيطة بالقرحة عبارة عن منطقة تشبه المنطقة المصابة بالجساوة. تُعتبرهذه الآفات مؤلمة دائمًا بشكل كبير، وغالبًا ما تحدث في الأطراف السفلية والبطن والأرداف والقضيب. لا يحدث التئام الجروح في هذه الحالة بسبب احتشاء الأنسجة، ومن المحتمل أن تصاب القرحة بعدوى ثانوية. تنتهي العديد من حالات التأق التكلسي بالعدوى البكتيرية الجهازية والموت.
يتميز التأق التكلسي بالخصائص النسيجية التالية:
1. التكلس الإنسي الجهازي للشرايين، وهو تكلس الغلالة الوسطى. يتميز هذا التكلس على عكس الأشكال الأخرى من تكلسات الأوعية الدموي مثل التكلسات الباطنية والإنسية والصمامية 2- بتكلس جداري في الأوعية الدموية الصغيرة مع أو بدون تليف داخل الأوعية الدموية، وتكلس خارج الأوعية وتجلط الأوعية الدموية. يؤدي هذا إلى نقص تروية الأنسجة (بما في ذلك نقص تروية الجلد وبالتالي تنخّر الجلد).

### قلب حجري
قد تسبب الأشكال الصعبة من التأق التكلسي في قصور القلب الانبساطي بسبب تكلس القلب وتسمى هذه الحالة القلب الحجري.

## السبب
لا يزال سبب التأق التكلسي غير معروف، فلا يبدو أنه رد فعل مناعي. بمعنى آخر، لا تُعتبر هذه الحالة رد فعل تحسسي، فيؤدي ذلك إلى التكلس الموضعي المفاجئ. هناك عوامل إضافية قد تسبب حالة التأق، فتُعرف أيضا باسم اعتلال الشرايين اليوريمي التكلسي، ولا يقتصر بهذه الحالة على مرضى الفشل الكلوي. يُعتقد حاليًا أنه في المرحلة الأخيرة من مرض الكلى إن التوازن غير الطبيعي للكالسيوم والفوسفات يؤدي إلى ترسب الكالسيوم في الأوعية، ويُعرف أيضًا هذا باسم التكلس النقيلي.
يحدث تجلط الدم داخل تجويف هذه الأوعية بمجرد ترسيب الكالسيوم، فيؤدي ذلك إلى احتشاء الأنسجة. لا يمكن معرفة ماهية المحفزات التي تسبب الحدث الخثاري والإقفاري. تشمل عوامل الخطر المُبلَغ عنها جنس الإناث والسمنة والإنتاج المتصاعد لفوسفات الكالسيوم في الجسم، وأدوية مثل الوارفارين ومشتقات فيتامين (د) مثل الكالسيتريول، والمواد الرابطة القائمة على الكالسيوم أو المنشطات الجهازية ونقص البروتين سي أو أس، وانخفاض مستويات الزلال في الدم ومرض السكري.

## التشخيص
لا يوجد اختبار تشخيصي لهذه الحالة، ويُعتمد على التشخيص السريري. وتُعد الآفات المميزة هي آفات الجلد الإقفارية (عادة مع مناطق نخر الجلد). تظهر الآفات الجلدية الميتة (مثل مناطق الجلد الميتة) كآفات عنيفة (أرجوانية داكنة مزرقة)، و/أو آفات جلدية سوداء تمامًا. يمكن أن تكون واسعة النطاق. يمكن التأكد من التشخيص المشتبه به بواسطة خزعة تؤخذ من الجلد. يظهر التكلس الشرياني والانسداد في غياب التهاب الأوعية الدموية. يمكن أن يُظهِر التصوير الومضاني للعظم زيادة تراكم التتبع في الأنسجة الرخوة في بعض الأحيان. قد يلعب الجسم المضاد النووي دورًا في هذه الحالة في بعض الأحيان.
علاج
لا يوجد علاج محدد فالعلاج الأمثل هو الوقاية. فالتحكم الصارم والمستمر في توازن الفوسفات والكالسيوم على الأرجح سوف يتجنب التغيرات الأيضية التي قد تؤدي إلى التأق التكلسي. لا يوجد علاجات مُعترف بها دوليًا من بين العلاجات الموجودة كمعيار للرعاية. يمكن أن يشمل العلاج الملائم ما يلي:
- الغسيل الكلوي (يمكن زيادة عدد الجلسات)
- العناية المركزة بالجروح
- عوامل إذابة الجلطة (منشط بلازمينوجين الأنسجة)
- الأكسجين عالي الضغط [10]
- تنضير الجروح باستخدام اليرقات
- السيطرة المناسبة على الألم
- تصحيح شذوذ الكالسيوم والفسفور في البلازما
- ثيوكبريتات الصوديوم
- تجنب جروح الأنسجة المحلية (بما في ذلك تجنب جميع الحقن تحت الجلد وجميع عمليات النقل غير الضرورية والضرورية)
- استئصال الدرقية بشكل عاجل: لا تزال فعالية هذا التدبير غير مؤكدة على الرغم من ارتباط التأق بفرط نشاط جارات الدرق. قد يفيد استئصال جارات الدرق العاجلة من المرضى الذين لديهم تركيزات بلازما الكالسيوم والفسفور غير قابلة للسيطرة عليها على الرغم من غسيل الكلى.
- المرضى الذين يقومون بعمليات زرع الكلى يصبح لديهم أيضًا كبت مناعي. إن النظر في خفض جرعة أو التوقف عن استخدام العقاقير المثبطة للمناعة في الأشخاص الذين تلقوا عمليات زرع الكلى وما زالوا يعانون من آفات الجلد المستمرة أو التقدمية يمكن أن تسهم في علاج مقبول من هذه الحالة.
- أبلغت مجموعة عن أن تبادل البلازما فعال، وتقترِح علامة مصل وربما وسيط (جزيئات بروتين كالسيبروتين).[11]

## إنذار طبي
ليست الاستجابة لطرق علاج هذه الحالة مضمونة لسوء الحظ، ولا يُمكن التنبؤ بصحة الإنذار الطبي السريري لها أيضًا، ويمكن أن تنتقل العدوى للمناطق النخرية في الجلد. يمكن أن يؤدي هذا في بعض الأحيان إلى إصابة المريض بالإنتانات.

## علم الأوبئة
يحدث التأق التكلسي في الغالب عند المرضى الذين يعانون من المرحلة الأخيرة من مرض الكلى، والذين يخضعون لغسيل الكلى أو الذين تلقوا مؤخراً عملية زرع كلى. لا يحدث التأق فقط عند المصابين بالمرحلة الأخيرة من مرض الكلى، وعندما شُخِصت هذه الحالة في المرضى الذين لا يعانون من المرحلة النهائية من المرض الكلوي، فأُطلق عليها التأق التكلسي غير اليوريمي بواسطة نجوكر إت أل.
لوحظ وجود التأق التكلسي غير اليوريمي في المرضى الذين يعانون من فرط نشاط الغدة الدرقية الأولية وسرطان الثدي (الخاضع لعلاج كيميائي) وتليف الكبد (بسبب تعاطي الكحول)، وسرطان القنوات الصفراوية وداء كرون والتهاب المفاصل الروماتويدي والذئبة الحمامية الجهازية (مرض الذئبة الحمراء).